# دون مالوني
دون مالوني هو لاعب هوكي الجليد كندي، ولد في 5 سبتمبر 1958 في لندسي ‏ في كندا.

## وصلات خارجية
- دون مالوني على موقع دوري الهوكي الوطني (الإنجليزية)
- دون مالوني على موقع EliteProspects.com (الإنجليزية)
- دون مالوني على موقع HockeyDB.com (الإنجليزية)
- دون مالوني على موقع Hockey-Reference.com (الإنجليزية)